# Veruanus boreotis
Veruanus boreotis är en tvåvingeart som först beskrevs av Borgmeier 1963.  Veruanus boreotis ingår i släktet Veruanus och familjen puckelflugor.
Artens utbredningsområde är Michigan. Inga underarter finns listade i Catalogue of Life.